# حادثة ماياغز
وقعت حادثة ماياغز بين كامبوتشيا (كمبوديا سابقا) والولايات المتحدة بين 12–15 مايو عام 1975، بعد أقل من شهر من سيطرة الخمير الحمر على العاصمة فنوم بنه وإطاحتهم بالجمهورية الخميرية التي كانت الولايات المتحدة تدعمها. بعد أن استولى الخمير الحمر على السفينة التجارية الأمريكية إس إس ماياغز في منطقة بحرية متنازَع عليها، بدأت الولايات المتحدة عمليّة إنقاذ كانت قد جهّزتها على عجل. استعاد جنود البحرية الأمريكان السفينة وهاجموا جزيرة كوه تانغ حيث كان يُعتَقَد أن طاقم السفينة مأسور. واجهت القوات الأمريكية دفاعات أقوى ممّا توقّعت في كوه تانغ، وتحطّمت ثلاثة مروحيّات من القوّات الجوّيّة الأمريكية في الهجوم الأوّل، وحارب جنود البحريّة في معركة عصيبة على مدار يوم مع الخمير الحمر قبل أن يُجلَوا عن المكان. أطلق الخمير الحمر سراحَ طاقم ماياغز سالمًا بُعَيد بدء الهجوم على كوه تانغ. كانت هذه آخر المعارك في حرب فيتنام وكانت أسماء الأمريكيين المقتولين، ومنهم جنود البحرية الثلاثة الذين تُركوا على جزيرة كوه تانغ بعد المعركة وأعدمهم الخمير الحمر، آخر أسماء ذكرى المحاربين القدامى في حرب فيتنام.

## خلفية
في عام 1939 في فترة الاستعمار الفرنسي رُسِمَ خطّ إداري بين كامبوديا والصين الكوشينية عُرِف بخطّ بريفي، سُمّي باسم جولز بريفي الذي كان حينذاك الجنرال الحاكم للمنطقة الهندية الصينية التي تحتلّها فرنسا. لم يكن يُقصَد من الخطّ تحديد السيادة، ولكنّه أصبح بعد ذلك الحدود البحرية الرسمية بين كامبوديا وفيتنام. في عام 1967 اتّفق الأمير نورودوم سيهانوك الذي كان الوزير الأول لكمبوديا مع فيتنام الشمالية على أن الحدود بين كمبوديا وفيتنام هي التي رسمها الفرنسيّون حتى يمنع أي دعاوٍ فيتنامية في الحق في أراضٍ كمبوديّة.
بعد سقوط فنوم بنه في 17 أبريل انتقل الخمير الحمر لينتزعوا السيطرة على كمبوديا من قوات الجمهورية الخميرية المتبقّية. مع سقوط سايغون في 30 أبريل عام 1975 طالب الخمير الحمر بخروج كل الجيش الشعبي الفيتنامي وقوات فيت كونغ من قواعدها في كمبوديا، ولكن الجيش الشعبي رفض أن يخرج من بعض المناطق لأنه كان يعدّها مناطق فيتنامية. سيطر الجيش الشعبي الفيتنامي أيضا على جُزُرٍ كانت تحت سيطرة جنوب فيتنام من قبل ومناطق أخرى وجزر متنازعٍ عليها بين فيتنام وكمبوديا. في 1 مايو عام 1975 حطّت قوّات الخمير الحمر في فو كوَك التي تدّعي كمبوديا الحقّ فيها ولكن كان يسيطر عليها جنوب فيتنام. في 10 مايو، سيطر الخمير الحمر على جُزُر ثو تشو، حيثُ أخلَوها من 500 مدنيّ فيتنامي ثمّ أعدموهم. شنّ الجبش الشعبي الفيتنامي هجومًا مضادًّا على الخمير الحمر فطردوهم من فو كوَك وثو تشو وهاجموا جزيرة بولو واي الكمبودية.
كجزءٍ من معارك هذه الجزيرة، أجرت بَحْرية الخمير دوريّات في المناطق الساحلية الكمبودية لمنع الغارات الفيتنامية ولخوفهم من أن تستخدم وكالة الاستخبارات المركزية السفن التجارية لتدعم مناهضي نظام الخمير الحمر الجديد. في 2 مايو استولت البحرية الخميرية على 7 سفن تايلاندية مستعملة لصيد السمك، وفي 4 مايو طاردت السفن الخميرية شاحنة كورية جنوبية، وفي 7 مايو احتجزوا سفينة بنمية قريبًا من بولو واي واستجوبوا طاقمها، وبعد عدّة أيّام أطلقوا النار على سفينة سويدية في المنطقة نفسها. في 12 مايو أرسل الخمير الحمر جيشًا ليحتلّوا بولو واي. ومع كل هذه الأفعال، لم يصدر تحذير عام للسفن التجارية البحرية.
ادّعت كمبوديا الحقّ في 12 ميلًأ بحريًّا (22 كيلومترًا، 14 ميلًا) من المياه الإقليمية منذ 1969 وكانت من قبل قد أرسلت سفنها على هذا الأساس. لم تعترف الولايات المتحدة الأمريكية بادّعاء كمبوديا في حقها بالأميال البحرية الإثني عشر من المياه الإقليمية في 1975، واعترفت بثلاثة أميال بحرية منها (5.6 كليومترًا، 3.5 ميلًا) وحدّدت المياه قرب بولو واي على أنها ممرات بحرية دولية في أعالي البحار.

## استيلاء الخمير الحمر على ماياغز
بدأت الأزمة بعد ظهرِ يوم 12 مايو عام 1975، عندما كانت السفينة الشاحنة الأمريكية إس إس ماياغز، التي تملكها شركة سيلاند سيرفيس، تعبر قرب بولو واي في طريقها من هونغ كونغ إلى ساتاهيب في تايلاند. تفيد التقارير العسكرية الأمريكية أن الاستيلاء كان على بعد 6 أميال بحرية من الجزيرة (11 كيلومترًا، 6.9 ميلًا)، ولكن أعضاء الطاقم جاؤوا بأدلة في محاكمة لاحقة أن ماياغز أبحرت على بعد ميلين بحريين من بولو واي (3.7 كيلومترًا، 2.3 ميلًا) ولم تكن ترفع عَلَمًا.
في الساعة 14:18، شُوهِد قارب خميري سريع يبحر نحو ماياغز. أطلق الخمير الحمر النار تحذيرًا للسفينة، وعندما أمر رئيس الملّاحين تشارلز ميلر غرفة المحرّك أن يبطئوا السرعة إلى سرعة المناورة حتى يتجنّب نيران الرشّاشات، أطلق الخمير الحمر مقذوفًا صاروخيًّا (RPG) تحذيرًا للسفينة. أمر الرّبان ميلر بإذاعة نداء الاستغاثة (SOS: أنقذوا أرواحنا)، ثم أوقف السفينة. اعتلى سبعة محاربين من الخمير الحمر سفينة مايغز وأشار قائدهم قائد الكتيبة سا مين إلى خريطة وأمرَ أن تتجه السفينة إلى شرق بولو واي. أطلق أحد عناصر الطاقم إشارة استغاثة التقطته سفينة أستراليّة. وصلت ماياغز إلى بولو واي في نحو الساعة 16:00 واعتلى متنها 20 جنديًّا آخرًا من الخمير الحمر. أمر سا مين أن تتوجّه سفينة ماياغز إلى قاعدة ريم البحرية على الأراضي الكمبودية، ولكن الربّان ميلر أظهر أن رادار السفينة معطّل وحذّر من أن تعترض الصخور طريق السفينة فتغرق. اتّصل سا مين برؤسائه ويبدو أنه أُمِر أن يبقى في بولو واي، فأرسى السفينة عند الساعة 16:55.
كان على متن ماياغز 107 حاويات من الحمولات العاديّة، و77 حاويةً من الحمولات العسكرية والحكومية، و90 حاوية فارغة، وكانت مؤمّنة بمبلغ 5 ملايين دولار (ما يعادل 23 مليون دولار في 2018). لم يفحص الخمير الحمر الحاويات، ولم تُكشَف محتوياتها بالضبط، ولكن ماياغز حملت الحاويات من السفارة الأمريكية في سايغون قبل تسعة أيّام من سقوطها. كان مع الربّان رسالة من الحكومة الأمريكيّة ألّا يفتح الحاويات إلا في ظروف طارئة معيّنة، ولكنّ الربّان دمّر الرسالة.